# Gallium
Gallium (chemická značka Ga, latinsky Gallium), je velmi lehce tavitelný kov stříbrné barvy s modrošedým nádechem, měkký a dobře tažný. Hlavní uplatnění nalézá v elektronice jako složka polovodičových materiálů.

## Základní fyzikálně-chemické vlastnosti
Poměrně řídce se vyskytující kov, nalézající se obvykle jako příměs v rudách hliníku, zinku a olova. V přírodě se vyskytuje pouze ve formě sloučenin, běžné mocenství je Ga3+ a Ga2+, výjimečně jako Ga1+.
Gallium je supravodičem prvního typu za teplot pod 1,07 K. Gallium je neušlechtilý kov, který je v pevném stavu tvořen molekulami Ga2. Vlastnosti gallitých solí jsou velmi podobné solím hlinitým.

## Historický vývoj
Gallium objevil roku 1875 pomocí spektroskopie francouzský chemik Paul Èmile Lecoq de Boisbaudran v pyrenejském sfaleritu a pojmenoval jej po své vlasti. Předtím však již byla existence tohoto prvku předpovězena tvůrcem periodické tabulky prvků, ruským chemikem Dmitrijem Ivanovičem Mendělejevem v roce 1871, který jej nazval ekaaluminium.

## Výskyt

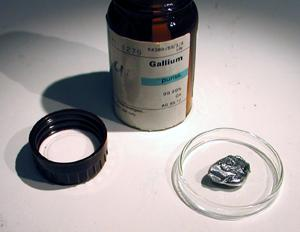
Tání kovového gallia

Gallium je v zemské kůře poměrně vzácným prvkem. Průměrný obsah činí pouze 15 ppm (mg/kg). V mořské vodě je jeho koncentrace mimořádně nízká, pouze 0,03 mikrogramů gallia v jednom litru a ve vesmíru připadá na jeden atom gallia přibližně jedna miliarda atomů vodíku.
V horninách se vyskytuje vždy pouze jako příměs v rudách hliníku, zinku a olova. Ve větším množství než v jiných rudách se vyskytuje v bauxitu, Al2O3.2H2O a sfaleritu ZnS (okolo 0,002 %).[zdroj?]
Nerost nejbohatší na gallium je germanit ze Tsumebu v jihozápadní Africe, který obsahuje 0,6–0,7 % gallia.

## Výroba

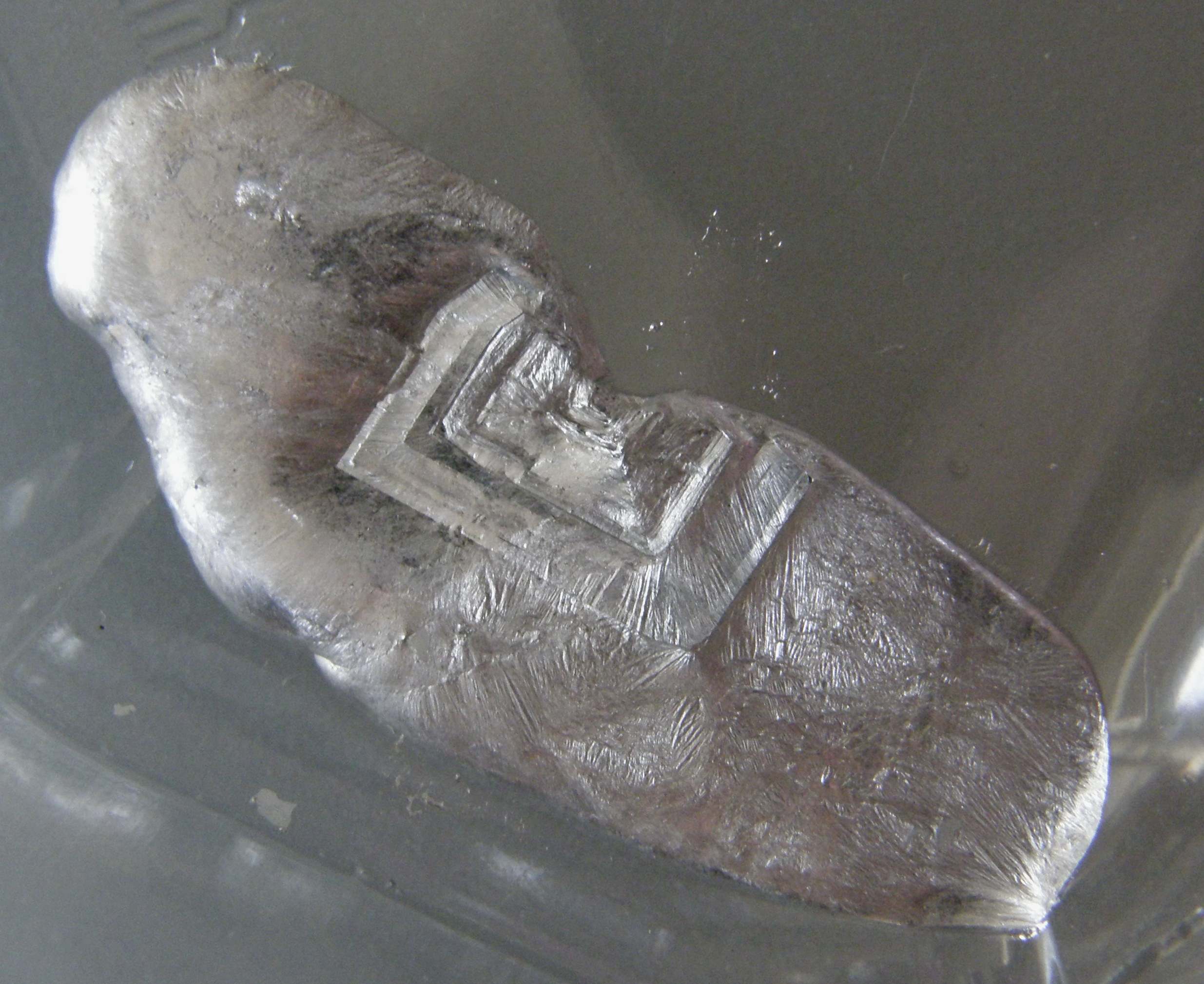
Krytalizace gallia z kapalného stavu

Po objevu gallia bylo vypracováno několik teorií, jak ho připravit.
- Podle první je pro laboratorní přípravu nejlepší srazit gallium jako hexakyanoželeznatan a silným žíháním převést ve směs oxidu železitého a oxidu gallitého. Tato směs se tavením s hydrogensíranem draselným převede v rozpustnou sloučeninu. Srážením roztoku v kyselině chlorovodíkové nadbytkem hydroxidu draselného, ve kterém je oxid gallitý rozpustný, se odstraní železo. Gallium se ze zásaditého roztoku vyloučí elektrolyticky.
- Druhá teorie doporučuje tavit hexakyanoželeznatan gallitý s hydroxidem draselným ve stříbrném kelímku a taveninu rozpustit ve vodě. Železo se vyloučí ve formě hydroxidu a z filtrátu se po okyselení kyselinou chlorovodíkovou srazí gallium amoniakem jako hydroxid. Hydroxid gallitý přechází žíháním v oxid gallitý. Ten se redukcí vodíkem převede v kov.

Dříve se gallium vyrábělo z hutnických odpadů, ve kterých je kromě gallia přítomen i hliník a těžké kovy. Na tento odpad se působí hydroxidem sodným a po odstranění hydroxidů těžkých kovů filtrací se roztok neutralizuje. Tato vzniklá sraženina obsahuje již jen gallium, hliník a cín v podobě svých fosforečnanů a síranů. Opakovaným rozpouštěním v kyselině sírové a frakčním srážením zřeďováním vodou se gallium značně zkoncentruje. Poté se sulfanem odstraní cín. Nakonec se k roztoku přidá hydroxid sodný a vyloučí se fosforečnan sodný, který je v hydroxidu sodném téměř nerozpustný, a roztok se elektrolyzuje. Tak se získá velmi čisté gallium.
Dnes se gallium vyrábí z germanitu jeho převedením na chlorid gallitý GaCl3 a následnou elektrolýzou taveniny tohoto chloridu.

## Využití
- Největší současného využití gallia je v elektronice. Je důležitým prvkem při výrobě mnoha typů tranzistorů a především světlo vyzařujících diod v polovodičových technologiích. Například arsenid, fosfid a fosfoarzenid gallia mají polovodičové vlastnosti, využívají se kromě diod také v tranzistorech, laserech, počítačové a kopírovací technice.
- GaAs převádí elektrickou energii na koherentní světlo (již zmíněné lasery a LED). Dále se užívá jako dopant do jiných polovodičů. Používá se také při výrobě feritů a granátoidu GGG (Gadolinium Gallium Garnet) pro laserovou techniku. Plní se jím speciální křemenné teploměry, použitelné v rozmezí −15 °C až 1000 °C. Lze jej použít při výrobě speciálních zrcadel
- Jak gallium, tak GaAs jsou surovinami k výrobě monokrystalových waferů (např. Czochralského metodou).
- Ze slitiny s cínem a bismutem se vyrábí zubní plomby místo amalgámu, který je v některých zemích (Spojené státy americké, Kanada,...) zakázán, neboť hlavní součástí amalgámu je jedovatá rtuť. Používá se i při výrobě lehko tavitelných slitin.
- Používá se pro výrobu galinstanu, náhrady rtuti pro lékařskou techniku jako je například teploměr.

## Sloučeniny
Soli gallité se ve vodě hydrolyticky štěpí. Soli galnaté tvoří ve svých sloučeninách dimerní kation Ga 4+
2 .
- Chlorid gallitý GaCl3 je bílá krystalická látka. Používá se při urychlování některých organických syntéz. Vodný roztok chloridu gallitého reaguje kysele a ve vodě se snadno tvoří hydroxid gallitý. Připravuje se zahříváním gallia v proudu chloru nebo chlorovodíku.
- Bromid gallitý GaBr3, jodid gallitý GaI3 ani fluorid gallitý GaF3 nejsou nijak významné.
- Oxid gallitý Ga2O3 je bílý prášek, který má podobné vlastnosti jako oxid hlinitý. Oxid gallitý se vyskytuje v několika krystalických modifikacích. Připravuje se tepelným rozkladem dusičnanu gallitého nebo síranu gallitého.
- Sulfid gallitý Ga2S3 je žlutá látka, která se vodou rozkládá na oxid gallitý a sulfan. Sulfid gallitý lze snadno redukovat na sulfid galnatý Ga2S2, který je jasně žlutý. Sulfid gallný Ga2S, který při redukci také vzniká je hnědočerný. Sulfid gallitý vzniká zahříváním gallia se sírou.
- Síran gallitý Ga2(SO4)3 je bílá krystalická látka, která se snadno rozpouští ve vodě. V roztoku tvoří podvojné soli – kamence, které se ve středověku a novověku používaly a někdy i dnes používají k barvení látek (např. kamenec gallitoamonný NH4Ga(SO4)2).
- Nitrid gallitý GaN je tmavošedý prášek, který zahříváním s kyslíkem přechází v oxid gallitý. Připravuje se zahříváním amoniaku s galliem.
- Chlorid galnatý Ga2Cl4 je bezbarvá krystalická látka. Je to dobrý vodič elektrického proudu. Připravuje se nedokonalým spálením gallia v chloru nebo redukcí chloridu gallitého.
- Oxid gallný Ga2O je tmavěhnědý prášek. Připravuje se reakcí oxidu gallitého s vodíkem nebo s galliem.
- Hydrid gallitý (gallan) GaH3 je bezbarvý plyn, který se velmi snadno rozkládá. Tato látka snadno polymeruje. Ve vodě se rozkládá za vzniku vodíku a oxidu gallitého.